# Spaltwirbel
Ein Spaltwirbel  (englisch cleft vertebrae; vertebral cleft, altgriechisch Spondyloschisis) ist eine angeborene Fehlbildung der Wirbelsäule. Im Gegensatz zu den Bogenschlussanomalien  handelt es sich um eine Störung der Entwicklung der Wirbelkörper.
Abzugrenzen ist der Begriff Wirbelspalt als Bezeichnung für Spina bifida.

## Entwicklung und Bezeichnungen
Ein Wirbelkörper entwickelt sich jeweils aus drei primären Ossifikationszentren. Zum Zeitpunkt der Geburt liegt normalerweise ein zentraler Knochenkern und je einer in der rechten und linken Hälfte des Bogens vor. Diese Kerne sind knorpelig verbunden, im Röntgenbild wird der Bogenschluss am Ende des 2. Lebensjahres und der Verschluss zwischen Körper und Bogen zwischen dem 3. und 6. Lebensjahr sichtbar.
Sind die rechte und die linke Hälfte des Wirbels nicht miteinander verbunden, Spalt in der Sagittalebene, spricht man von einem Schmetterlingswirbel.
Seltener treten Spalten in der Frontalebene auf, dann handelt es sich um eine „Frontale Wirbelspalte“ (englisch Coronal clefts). Als Ursache sporadisch vorkommender Spaltwirbel werden intrauterine Schäden, beispielsweise durch Medikamente (Valproat, Vitamin A) oder auch Kohlenmonoxidinhalation diskutiert.

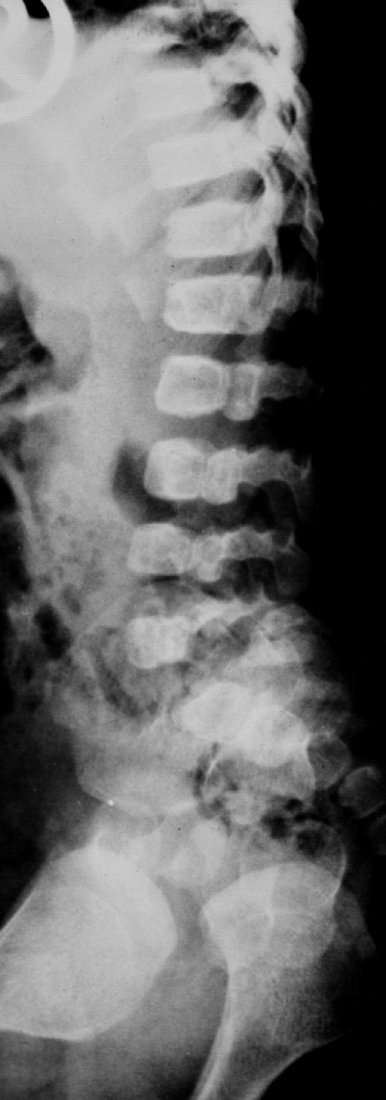
Laterale Röntgenaufnahme der LWS bei Kniest-Dysplasie mit frontalen Wirbelspalten

## Vorkommen
Entsprechend dem Ossifikationsfortschritt kann es sich bei Neu- und Frühgeborenen um einen Normalbefund oder um eine Normvariante als Rest der Chorda dorsalis handeln.
Allerdings können Spaltwirbel auch bei einer Reihe von Erkrankungen vorkommen:
Häufiger:
- Chondrodysplasia punctata
- Kniest-Dysplasie
- Mesomele Dysplasie
- Metatrope Dysplasie

Seltener:
- Atelosteogenesis
- CHST3-assoziierte Skelettdysplasie
- Desbuquois-Syndrom
- Dyssegmentale Dysplasie
- Fibrochondrogenesie
- Kurzripp-Polydaktylie-Syndrome
- Oto-spondylo-megaepiphysäre Dysplasie
- Pätau-Syndrom
- Spondyloepimetaphysäre Dysplasie
- Weissenbacher-Zweymüller-Phänotyp